# 段海洲
段海洲（1909年—1990年），河北省安平县，国民革命军少将师长。

## 生平
在北平的私立民国大学读书。毕业后入石友三在河北邢台创办的第十三路军干部学校（校长石友信）受训。第十三路军总指挥石友三叛变张学良，被击败，学校解散，段海洲归乡隐居。
1937年七七事变后，段海洲在家乡组织“青年抗日义勇军”，自任司令，陈元龙任政治部主任。段海洲的老同学侯如墉的介绍下，与驻石家庄的国民政府特派员潘佑强联络，取得了“别动军第15支队”番号，并请中央委派参谋长帮助训练部队。乘日军移防，一举袭击夺取了武强县城，威震冀中。到1938年初达到拥兵3400余人。并进入冀县、献县游击，部队暴增至近6000人。断然拒绝了中央正式委派的河北民军总指挥张荫梧的收编。第二十九军教导队原副队长赵云祥拉起的武装在献县击败了段海洲部。这时，八路军第一二九师部分主力东进冀南。1938年3月，陈元龙去南宫同八路军冀南军区李菁玉、宋任穷等洽商改编事宜。1938年4月，刘伯承师长、邓小平政委批准段海洲改编为第一二九师青年抗日游击纵队，段海洲任司令员，李聚奎任政委，副司令员徐深吉，陈元龙任政治部副主任。1938年6月初，段海洲部近6000人由武强开赴南宫正式改编，辖771团（团长吴成忠、政委王贵德）、2团（团长陈子斌、政委吴恒芳）、3团（团长李继孔、政委刘福胜），另编1个教导大队、1个警卫营和1个迫击炮连。1938年8月，第一二九师把独立旅并入青年纵队。不久，段海洲奉命率部进入豫北后借口眼疾复发，到南宫县的129师师部休养，不久回家“静养”，当年所部加入八路军时持反对态度而脱离的旧部纷纷找上门来，要求段海洲重竖大旗，重建部队。段海洲写了一封请长假信派人送给一二九师，正式脱离了八路军。1940年春青年抗日游击纵队改编为第一二九师新编第四旅，后奉命开赴陕甘宁边区，沿革为西北野战军第六纵队新编第四旅、中国人民解放军第六军第17师。
段海洲重新拉起的部队被改编为石友三第六十九军教导师（师长石友信）第2团并任团长。成为国军正规军的团长。1940年5月，教导师扩编为两旅四团制。原教导师所属之两团编为第1旅（旅长段海洲），辖第1团（团长张西铎）和第2团（团长段海洲兼）。1940年12月3日，石友三的老长官、鲁西行署主任兼游击主任孙良诚以开会为名，邀请石友三前往濮阳柳下屯。第39集团军总司令石友三被部属新编第八军军长高树勋逮捕活埋。12月4日，教导师师长石友信也于军部驻地被总参议毕泽宇派人逮捕枪决。集团军独立旅旅长孟昭进与段海洲联手“为石校长复仇”，与新八军开战。第181师师长米文和一兵不发。“复仇部队”最终被高树勋打跨。教导师第1旅由旅长段海洲率领脱离建制开赴山东，投靠了孙良诚的部属王清瀚，所部被改编为独立第4旅（旅长王清瀚）第2团任团长。1943年孙良诚和王清瀚投日，段海洲和第3团团长孙兴斋决定脱离王清翰，部队被改编为冀察战区第1游击纵队，段任司令，孙当副司令，所辖2个团的团长由两人分兼。1944年段海洲率部投靠了汤恩伯的嫡系将领、泛东挺进军司令王毓文。1943年8月段部改编为第33师（该师原为韩德勤的苏北第八十九军所部，被新四军赶出苏北后被汤恩伯吸收消化），任少将师长。淮北路东的张大路（地名），系灵（璧）北重镇，长期为第33师张克修团所据，久攻不克。1944年1月1日新四军第四师师长彭雪枫和参谋长张震率该师骑兵团第三大队西赴张大路前线指挥，至9日的张大路之役，“将段海洲之第三团（即张克修团）包围于据点之内，围困九日之久，击溃段海洲、苗秀霖三次增援部队，至第八日敌伪分三路（顽军勾来者）向我进攻，……我在敌伪顽合击情况下决定撤围，敌于次日进占张大路，顽第三团除一部被敌缴械外，余均窜逃高楼。”1944年8月与新四军第四师彭雪枫部交战，被授予四等宝鼎勋章。1944年9月编入王毓文的暂编第一军。1944年9月2日，汤恩伯命令暂一军军长王毓文，统一指挥骑8师、暂62师、暂30师和暂14师，由涡河以南向永城、萧县进犯，接应陇海路北之苏北挺进军所属耿继勋、刘瑞岐残部；令第33师段海洲、第14纵队苗秀霖部由津浦路东向西进犯，企图在9月中旬从东、南、北三面合击新四军第四师西进部队于萧永地区。中共中央军委指示：对来攻顽军，应采取各个击破的方针；淮北路东的新四军部队，待段海洲、苗秀霖部西犯时，派得力部队尾进，配合西进部队将段、苗部消灭于萧永地区。根据中共中央指示，新四军军部决定，成立路东指挥部，以第7旅旅长彭明治为司令，第9旅旅长韦国清为政委，统一指挥第7、第9旅和第一师第2团，尾随段海洲、苗秀霖二部。9月12日在宿县境内刁山及其附近一带，段海洲、苗秀霖二部遭重创，新四军全歼其1个团，击溃5个团，段海洲的主力被打垮，失去第二团全部、师八大处及第一团、特务团的一部，不得已撤回高楼。灵璧县伪军雷杰三部投靠国民政府第八十九军第33师段海洲部，被任命为第十二纵队司令，一度盘踞在张大路一带，经常到灵北抗日根据地活动。1945年5月，在新四军打击下，第33师段海洲部逃离高楼。1945年6月，暂编第一军番号改为第九十七军。
1945年抗战胜利后，第33师是第一支奉命开赴徐州受降的部队。完全日械改装。1945年9月，第33师隶属第九十七军奉命挺进山东。1945年10月被迫退入临城坚守待援，坚持到一月停战令。1946年6月全面内战爆发后，又被包围在临城，熬到了1946年11月新四军撤围。因防守临城有功，被国民政府授予四等云麾勋章。1946年11月军政部第17军官总队第2大队少将大队长莫国璋调任整编第33旅少将副旅长兼第97团团长。后段海洲部随第九十七军转武汉、长沙，参与围剿千里跃进大别山的刘邓大军。1947年，曾任33师参谋长的党建国时任第九十七军教导总队队长兼武汉外围黄陂防区司令，拟联合第33师起义，暴露后逃往解放区。新任军长蒋当翊到任后给第33师大换血。1948年12月15日段海洲被军长蒋当翊“保升”为副军长，少将副师长兼第97团团长莫国璋（黄埔三期步兵科）升任师长。段海洲找第33师曾当过参谋长的党建国合谋靠拢共产党，接受了江南地下军第7师师长的职务。1949年5月党建国在段海洲的安排下密约旧部8人重新回到驻监利长江南岸洪水港的第33师师部，迫师长莫国璋率部向岳阳进发，拟占领岳阳，破坏粤汉路北段，迎接解放军南渡歼白崇禧主力于汉口，因其他各部不响应起义，白崇禧派飞机军舰堵截拦击，1949年5月13日党建国将师长莫国璋活埋，自己带着师直警卫营参加解放军。段海洲带家人辗转到重庆，参加了起义，转业到万县，当过万县政协副主席、四川省政协委员和县民革副主任。

## 影视形象
- 电视剧《太行山上》的段方升将军是以段海洲为原型。